# 월드 사이버 게임즈 2004
월드 사이버 게임즈 2004(World Cyber Games 2004)는 2004년 10월 6일부터 10일까지 미국 샌프란시스코에서 개최된 e스포츠 대회이다. WCG 최초로 외국에서 개최된 대회이며, WCG 2001부터 WCG 2003까지 치러졌던 피파 , 스타크래프트 종목 국가대항전을 폐지하였다.

## 게임 종목

### PC 게임
- 카운터-스트라이크: 컨디션 제로
- FIFA 2004
- 니드 포 스피드: 언더그라운드
- 스타크래프트: 브루드 워
- 언리얼 토너먼트 2004
- 워크래프트 III: 프로즌 쓰론

### Xbox 게임
- 헤일로 : 컴뱃 이볼브드
- 프로젝트 고담 레이싱 2

## 결과
| 종목 및 메달                   | Gold         | Silver       | Bronze      | 4위            |
| 카운터-스트라이크: 컨디션 제로 | Team 3D      | Titans       | MaveN       | SK Gaming      |
| FIFA 2004                      | Volcano      | g3x.Carrico  | aL_smeyer   | aL_BroDo       |
| 니드 포 스피드: 언더그라운드   | [pG]Sliver   | LordOfGround | andinhovsen | IMKrzycho      |
| 언리얼 토너먼트 2004           | fnatic.Lauke | mouz.Burnie  | Chip_MasK   | GitzZz         |
| 워크래프트 III: 프로즌 쓰론    | 4K.Grubby    | SK.Zacard    | 4K.ToD      | mTw.Shortround |
| 스타크래프트: 브루드 워        | XellOs[yG]   | Midas[gm]    | BeasT       | Androide       |
| 헤일로 : 컴뱃 이볼브드         | Zyos         | Junior       | Walshy      | Shanky         |
| 프로젝트 고담 레이싱 2         | KingTuur     | Sackl        | Prooff      | XyRuS          |